# Termisk fysik
Termisk fysik er en samlebetegnelse for termodynamik og statistisk mekanik, som beskæftiger sig med henholdsvis mikroskopisk og makroskopisk beskrivelser relateret til varme. Betegnelsen bliver ofte brugt inden for fysikundervisning, da studerende typisk undervises i de to fag i forlængelse af hinanden